# كرة سماوية (مجسم)

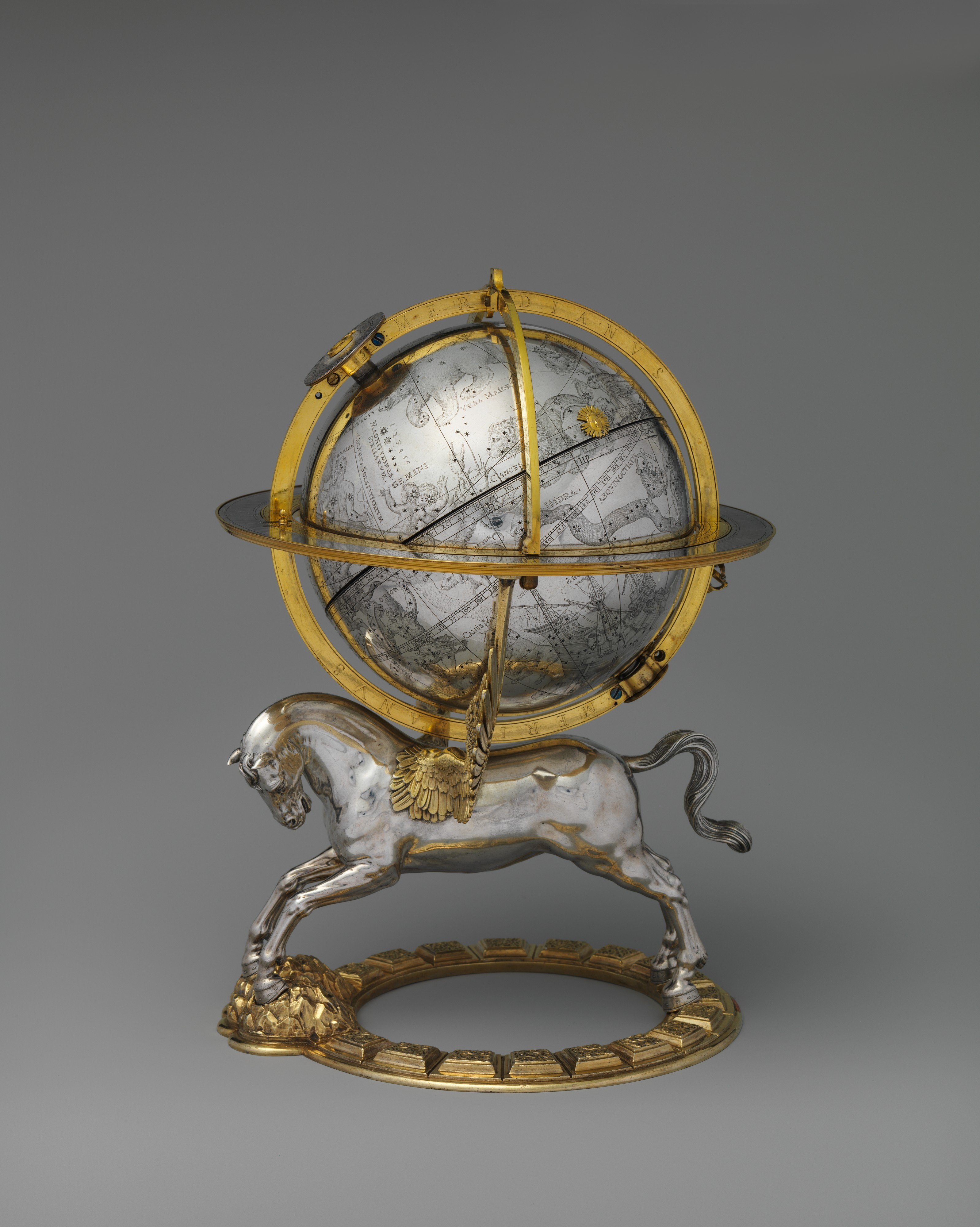
الكرة السماوية مع عقارب الساعة لعام 1579

الكرة السماوية (بالإنجليزية: Celestial globe)‏ وهي كرة تُظهر مواقع الظاهرة للنجوم في السماء حيث حذفوا الشمس والقمر والكواكب المتحركة لأن مواقعها تختلف بالنسبة إلى تلك الكواكب ولكن يشار إلى دائرة الكسوف التي تتحرك فيه.